# Матубраїмов Алмамбет Матубраїмович
Матубраїмов Алмамбет Матубраїмович (кирг. Алмамбет Матубраимов; нар. 25 серпня 1952) — киргизький інженер і політик, виконував обов'язки прем'єр-міністра країни впродовж 2 днів у грудні 1993 року після відставки його попередника, Турсунбека Чингишева. Кандидат технічних наук.

## Життєпис
1973 року закінчив Ташкентський інститут легкої й текстильної промисловості за спеціальністю «інженер-технолог».
Від 1969 року працював на Киргизькому камвольно-суконному комбінаті, ставши, зрештою, начальником виробництва. Пізніше очолював Бішкекську канефну фабрику.
1991 року розпочав свою політичну діяльність, отримавши пост першого заступника міністра промисловості Киргизстану. Потім став першим віце-прем'єром. У грудні 1993 року виконував обов'язки голови уряду.
1996 року очолював Міжпарламентський комітет Білорусі, Казахстану, Киргизстану та Росії (прообраз Міжпарламентської асамблеї Євразійського економічного співтовариства).
2005 року був призначений на посаду повноважного представника президента Киргизстану при ЄврАзЕС.
2006 року був обраний до лав Жогорку Кенеш.
Нині працює радником директора одного з будівельних підприємств Чуйської області.